# ISO 3166-2:CX
ISO 3166-2:CX és el subconjunt per a l'illa Christmas de l'estàndard ISO 3166-2, publicat per l'Organització Internacional per Estandardització (ISO) que defineix els codis de les principals subdivisions administratives.
Actualment l'illa Christmas no té cap divisió territorial que conformi el seu codi ISO 3166-2. El territori no té cap subdivisió territorial
L'illa Christmas són una dependència d'Austràlia, tenen oficialment assignat de l'estàndard ISO 3166-1 alfa-2 el codi CX.